# Pierrefonds (La Réunion)
Pour les articles homonymes, voir Pierrefonds.
Pierrefonds est un lieu-dit de l'île de La Réunion, département d'outre-mer français dans le sud-ouest de l'océan Indien. Il constitue un quartier situé à l'ouest de la commune de Saint-Pierre. Il s'est constitué autour de l'usine de Pierrefonds et accueille notamment l'aéroport de Pierrefonds, un aéroport international. Il compte environ 2 000 habitants.

## Description
Implanté sur un site plat (sans contrainte physique particulière), Pierrefonds se situe à un niveau proche de celui de la mer, à une altitude d'environ 10 m. Ce vaste territoire se subdivise en quartiers plus petits : le Syndicat, Grands-Fonds, Moulin Choka, caserne Militaire, Aérodrome. Le village et ses habitants se concentrent quant à eux autour de l’ancienne usine sucrière Léonus Bénard.
En entrant dans Pierrefonds, le regard est tout de suite frappé par le contraste des époques entre les anciennes cases des employés de l’usine aujourd’hui rachetées et joliment rénovées pour certaines et les maisons résidentielles, bâties les unes à côté des autres sur de petites parcelles de terrains.
Une ZAC avec un investissement de 130 millions d'euros, 87 hectares de périmètre, 60 hectares de terrains aménagés, 430 000 m2 de construction de surface de plancher, un parking de 400 places...voici le projet initié par la CIVIS, le projet Pierrefonds Grand Sud, dont les travaux ont débuté fin 2013, prévoit la création d'une zone d'aménagement concerté (ZAC de Pierrefonds), la construction d'un aérodrome, de 800 logements (Pierrefonds Village) et le développement des activités de l'aéroport, notamment par l'intermédiaire d'un allongement de la piste.
- La ZAC Pierrefonds Aérodrome va se développer sur plusieurs axes (industrie, logistique, commerce, activités tertiaires). Il est également prévu la construction d'un pôle de valorisation de déchets notamment par l'intermédiaire d'une unité de méthanisation, d'un palais des congrès, d'une cité de l'habitat, d'une gare de TCSP et d'un parc d'activités mixtes. Le palais des congrès comprendra un amphithéâtre, une grande salle modulable et des salles de réunion. Le pôle multimodal, qui assurera la connexion entre le TCSP, les bus, les taxis et les parkings, permettra d'assurer une meilleure gestion du flux de la circulation.  Le port sec, dont la surface sera portée à 70 000 m2, devrait aussi connaître un développement, en particulier grâce à une route dédiée aux gros porteurs.
- La ZAC Pierrefonds Village prévoit également la construction de 800 logements dans le quartier de l'ancienne usine sucrière. Ce nouveau village sera directement relié à la ZAC Pierrefonds Aérodrome par une passerelle piétonne passant au-dessus de la quatre-voies de la RN1.

## Histoire
L’histoire du quartier est essentiellement tournée vers son ancienne usine. Elle fut la première usine sucrière installée sur la commune. Elle fut bâtie entre 1820 et 1830 par Richard Lebidan et son associé Félix Guert sur une parcelle de l’habitation Lebidan située au lieu-dit la Savane. En 1939, à la veille de la Deuxième Guerre mondiale, Léonus Bénard devient l’unique propriétaire de l’usine, et Pierrefonds est l’un des fleurons de l’architecture agro-industrielle insulaire, témoin des fastes de l’économie de plantation telle qu’elle avait été sous le Second Empire. Pierrefonds concentre une part importante de la production de canne à sucre au sud de l’île. Après la guerre, les impératifs de rentabilité condamne les usines de la Réunion à une mort lente et certaine, et au terme de la campagne sucrière de 1970, menée par son directeur Maxime Peyret-Forcade, l’usine ferme définitivement ses portes.

## Article de presse
Pierrefonds fait partie d'un projet de contrat de ville qui vise aussi les quartiers de la Ravine des Cabris, de Bois d'Olives, de la Ravine Blanche, de Terre-Sainte, de Grands Bois et de Basse-Terre/Joli Fond à cause des caractéristiques suivantes communes à eux six : « Chômage supérieur à 50 %, niveau scolaire médiocre avec des taux de réussite aux évaluations en CE2, en 6e et au brevet des collèges inférieures à 50 %, Les six quartiers visés par le Contrat urbain de cohésion sociale (Ravine Blanche, Ravine des Cabris et Bois d'Olives, Basse-Terre et Joli Fond, Grands Bois, Terre-Sainte et Pierrefonds) n'ont toutefois pas besoin d'une grande enquête pour démontrer leur caractère défavorisé ».

## Quelques chiffres
- 2 cliniques
- 1 école
- 1 terrain de football
- 1 hôtel 3 étoiles
- 1 caserne militaire
- 1 aéroport
- 1 jardin ethnobotanique, le domaine du Café Grillé
- 1 centre d'enfouissement des déchets
- 1 station d'épuration
- 1 multiplexe

## Photos

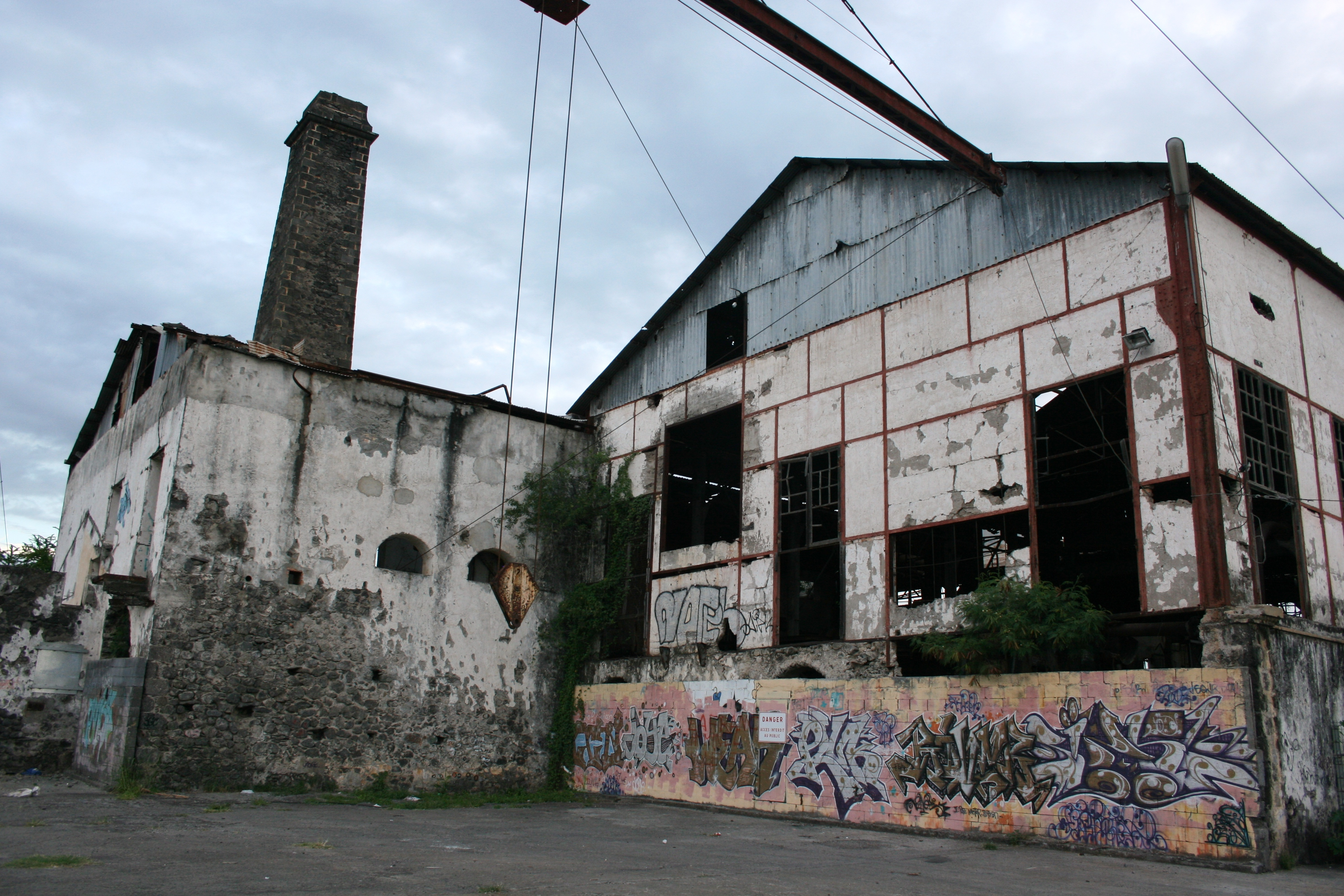
Ruines de l'usine de Pierrefonds.
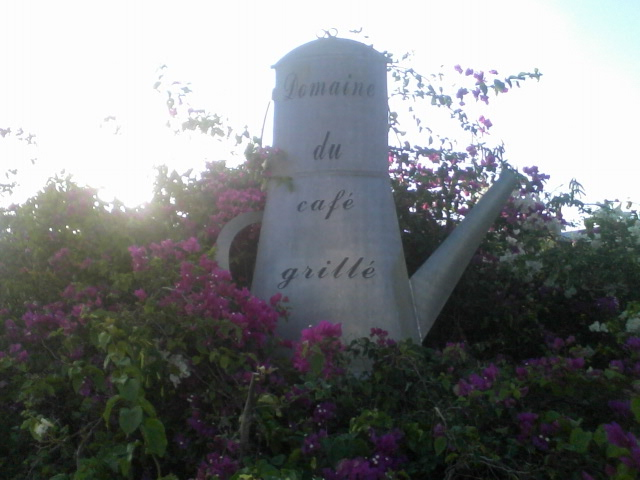
Domaine du Café Grillé.